# Pabellón Príncipe Felipe
El Pabellón Príncipe Felipe es el principal estadio cubierto de Zaragoza con un aforo de 10 744 espectadores sentados. Construido sobre una parcela de 27 300m², en la Avenida Cesáreo Alierta de Zaragoza, fue inaugurado el 17 de abril de 1990.

## Historia
El proyectó nació para dotar a la ciudad de una gran instalación deportiva y así dar mayor aforo a los seguidores del CAI de baloncesto. Las obras comenzaron en enero de 1988. El coste de su construcción fue de doce millones de euros (2000 millones de pesetas). Los arquitectos Fernando Ruiz de Azúa y por José Jesús Fau, fueron los encargados de diseñar el recinto.
En septiembre de 2007 finalizaron varias obras de remodelación del recinto que costaron más de un millón de euros, sus obras más importantes fueron la rehabilitación de la cubierta, la inclusión de dos marcadores electrónicos más, el cambio del parqué de la pista de juego y de las canastas de baloncesto (de la misma marca que las usadas en Atenas 2004 y en el Eurobasket de España 2007) y la modificación de los graderíos retráctiles —que se convirtieron en automáticos— y con lo cual se ganaron 84 localidades más. En septiembre de 2012 fue inaugurado un videomarcador de 14,5 metros de superficie por cuatro videopantallas full-color de 5x2,80 metros.
En julio de 2015 el nuevo Ayuntamiento de Zaragoza regido por Pedro Santisteve (Zaragoza en Común) decidió cambiar el nombre del Pabellón Príncipe Felipe, en el 25 aniversario de la instalación municipal, por el de Pabellón José Luis Abós, en recuerdo del exentrenador del CAI Zaragoza fallecido en 2014. Este cambio, que figuraba en el programa electoral de ZeC y había sido promovido por una iniciativa ciudadana surgida de aficionados al baloncesto apoyada por 15 000 firmas, fue polémica al contar con la oposición de la mayoría del Pleno Municipal (PP, PSOE y Cs).
En octubre de 2015, tras una denuncia del PP, un juzgado de Zaragoza paraliza el cambio de nombre del pabellón hasta que haya una sentencia firme, manteniéndose hasta entonces el nombre de Pabellón Príncipe Felipe. El 23 de septiembre de 2016 la jueza declaró nulo de pleno derecho el cambio de nombre del pabellón.
El 23 de enero de 2022, se estrenaron cuatro videomarcadores de sistema LED de alta resolución en el recinto.

## Eventos importantes

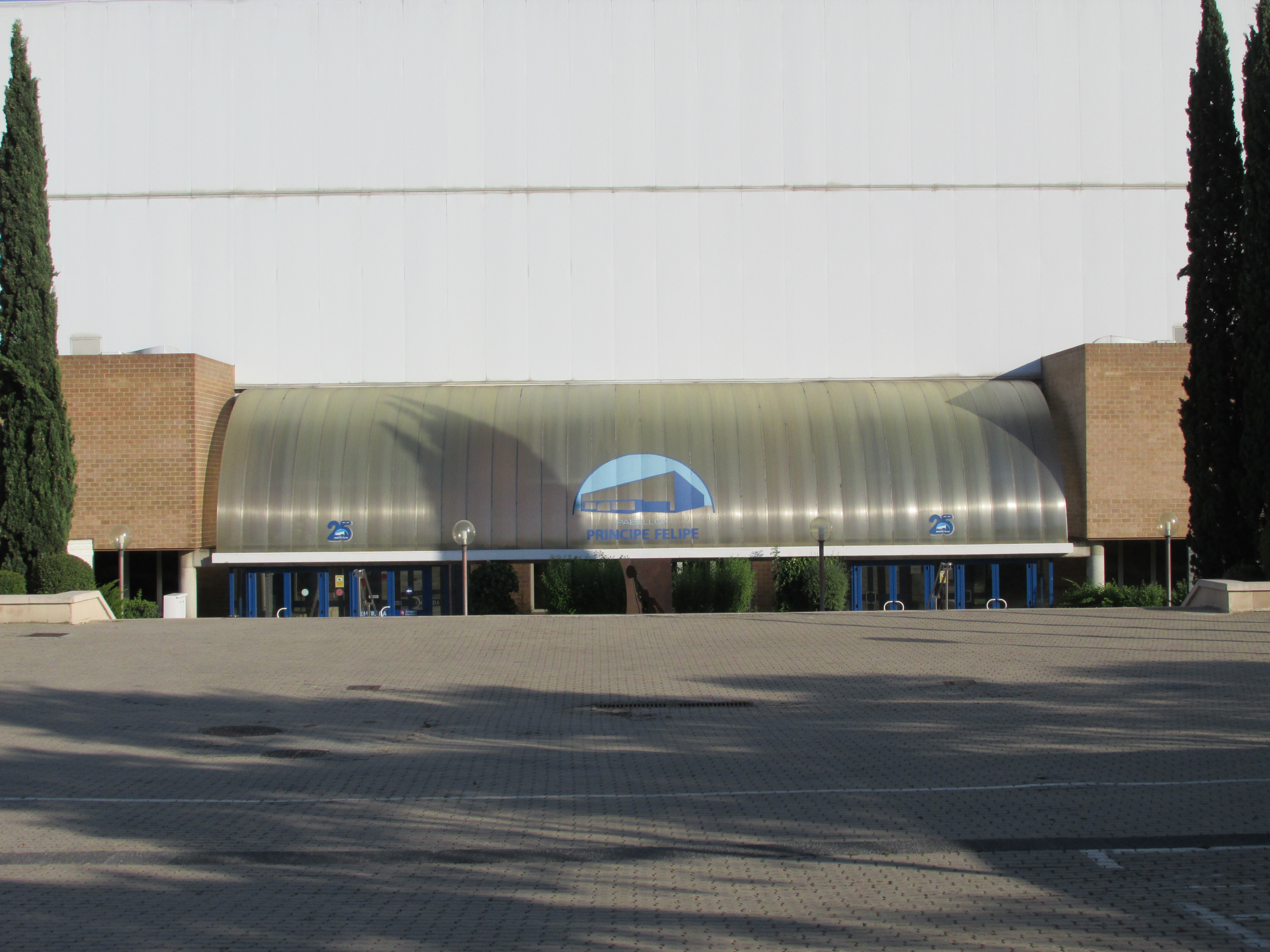
Entrada principal del pabellón.

El Pabellón Príncipe Felipe ha sido testigo, a lo largo de su historia, de múltiples acontecimientos deportivos de gran trascendencia, entre los que destacan:

### En baloncesto
- Sede de la Final Four de la Copa de Europa de baloncesto en los años 1990 y 1995.
- Sede de la Final de la Recopa de Europa en 1999.
- Sede de la fase final del Torneo Preolímpico de Barcelona de Baloncesto del año 1992.
- Sede de la fase final de la Copa de S.M. Rey en los años 1991 y 2005.
- Sede de la Supercopa de España de la Liga Endesa en los años 2008 y 2012.
- Sede de la fase final de la Copa de S.M. la Reina de baloncesto femenino en el 2003, 2010, 2018, 2023 y 2025.
- Sede de la Copa del Príncipe de Asturias en 2004 y 2008.
- Sede del Campeonato de Europa júnior de selecciones del año 2004.

### En balonmano
- Sub-sede del Mundial de balonmano 2013.
  - Sede de todos los encuentros de la primera fase del grupo C que disputaron las selecciones de Serbia, Eslovenia, Polonia, Corea del Sur, Bielorrusia y Arabia Saudí.
  - Sede de cuatro de los ocho partidos de octavos de final: Día 20 de enero; Rusia-Brasil y Dinamarca-Túnez. Día 21 de enero; España-Serbia y Croacia-Bielorrusia.
  - Sede de dos de los cuatro partidos de cuartos de final: Día 23 de enero; España-Alemania y Francia-Croacia.
- Sede de la Copa de S.M. el Rey en el año 2000 y en 2008.
- Sede de la Supercopa en 1991, 1993 y 2015.
- Sede de la Copa ASOBAL en los años 1990, 1998, 2005 y 2022.
- Sede de la ida de la final de la Copa EHF 2007 entre el CAI Aragón y el Magdeburgo.

### En fútbol sala
- Sede de la Final a Cuatro de la UEFA Futsal Cup en 2018.
- Sede de la Copa de España en los años 1991, 1993 y 2006.
- Sede del Torneo Internacional de España en 1996.

### En gimnasia rítmica
- Sede de la Gala de las Estrellas de Atlanta '96 en 1996, donde actuaron destacados gimnastas nacionales e internacionales de gimnasia rítmica y artística.[9][10]
- Sede del Campeonato Europeo de Gimnasia Rítmica en el año 2000.
- Sede de la primera Copa Vitry de Gimnasia Rítmica individual en 2003.[11]

### En tenis
- Sede de la eliminatoria de los octavos de final de la Copa Davis en su edición del año 2002 entre España y Marruecos.
- El 19 de diciembre de 1999 se realizó un partido de homenaje en el año de su retirada a Steffi Graf enfrentándose a Arantxa Sánchez Vicario.[12]
- El 1 de diciembre de 2002, se disputó un partido amistoso entre Conchita Martínez y Anna Kournikova.[13]
- El 10 de diciembre de 2004, se disputó un partido entre la pareja española que ganó la medalla de plata en los Juegos Olímpicos de Atenas; Conchita Martínez y Virginia Ruano contra la ex-número 1 del ranking de la WTA, Martina Hingis y la rusa Nadia Petrova.[14]
- El 16 de diciembre de 2006, se realizó un partido homanaje por la retirada de Conchita Martínez.[15]
- Sede del Torneo Betfair Turbo Tenis el 27 de octubre de 2007, en el que participaron: Rafael Nadal, David Ferrer, Sergi Bruguera, Pat Cash, Carlos Moyá y Joachim Johansson.[16]

### Otros eventos de importancia
En el aspecto deportivo Competiciones de aerobic, boxeo, de artes marciales, así como la competición anual de Trial Indoor con 25 ediciones se han dado cita en esta ubicación.
Además, el Pabellón Príncipe Felipe ha sido testigo de algunas de las gestas más importantes del deporte aragonés, como la final de la Copa EHF de balonmano alcanzada por el CAI Aragón en 2007, la consecución del título de liga del Sego en 1995 o el ascenso del CAI Zaragoza a la Liga ACB. Todos estos momentos registraron llenos históricos en las gradas del pabellón zaragozano. En 2008 se celebró un evento de wrestling de la empresa italiana NWE.
El Pabellón Príncipe Felipe se utiliza con asiduidad para eventos de tipo cultural, la mayoría en forma de conciertos. Por estas instalaciones han pasado numerosos artistas de éxito, como David Bowie, Rod Stewart, Guns N' Roses, Oasis, Maná, Enrique Bunbury, Mark Knopfler, Amaral, Joan Manuel Serrat y Joaquín Sabina (en su gira Dos pájaros de un tiro que comenzó en este pabellón), y Raphael (en su gira de 50 años después) , The Who, El canto del loco, los concursantes de OT en sus diferentes giras o Bad Gyal (en su gira Bad Gyal SoundSystem y en La Joia 24 Karats Tour).
También ha sido escenario de grandes espectáculos, como la ópera Aída; de eventos para niños, como los espectáculos de Disney sobre hielo, con 16 ediciones; y de numerosos mítines políticos de los partidos mayoritarios en Aragón.
Asimismo, en el pabellón vivieron jornadas entrañables para la solidaridad, gracias a los Partidos de las Estrellas, en los que los jugadores del CAI Zaragoza de baloncesto y del Real Zaragoza de fútbol se enfrentaban con el objetivo de recaudar fondos para entidades y ONG de carácter benéfico. Dichos equipos, primero se enfrentaban en un encuentro de fútbol-sala, y posteriormente jugaban uno de baloncesto.
Estos encuentros comenzaron a disputarse en 1988 por iniciativa de los jugadores de los dos equipos hasta que la desaparición del CAI, el 4 de julio de 1996, dejó huérfanos a los aficionados de ambos conjuntos de un espectáculo familiar en el que se combinaba deporte, imaginación, humor y solidaridad. Desde que en el año 1988, primera edición, acudieran unas 2000 personas y se hizo una recaudación de 4800 euros (800 000 pesetas) fue incrementándose progresivamente la asistencia hasta que tuvo su punto máximo en la temporada 1993 en la que se llenó el pabellón (10 700 espectadores) y cerca de 1500 personas se quedaron sin poder entrar.